# Barta István (festő)
Barta István, születési nevén Bek István (Hódmezővásárhely, 1892. október 14. – Budapest, 1976. szeptember 11.) magyar festőművész, grafikus, eszperantista. Barta Mária (1897–1969) festőművész, grafikus, iparművész és Barta Lajos (1899–1986) szobrász testvére.

## Életpályája
Bek Gyula (1858–1922) borkereskedő és Bródy Gizella (1864–1956) gyermekeként született zsidó családban. 1912-ben végzett az Iparművészeti Főiskolán Körösfői-Kriesch Aladár tanítványaként. 1913-ban Münchenben, 1914-ben pedig Párizsban volt tanulmányúton. 
1920–1923 között Bécsben és Olaszországban dolgozott grafikusként. 1925–1927 között Párizsban élt, ahol plakát- és díszletfestő lett. 1929–1930 között Szentendrén, 1934-ben pedig Nagybányán tevékenykedett. 1937-ben az eszperantó nyelvet oktatta Dániában. 1939-től ismét Magyarországon dolgozott. Az 1960-as években a kecskeméti művésztelep tagja volt.

## Kiállításai

### Egyéni kiállításai
- 1958, 1965, 1969, 1973, 1975, 1986 Budapest
- 1964, 1968 Kecskemét
- 1974 Esztergom

### Csoportos kiállításai
- 1915, 1930, 1950-1952 Budapest

## Művei
- Pipacs (Körte) (1905)
- Nyúl (Nyuszi) (1905)
- Stukkóterv (1908)
- Modell (Akt műteremben) (1910)
- Idill (Mese lovakkal) (1910)
- Muskátlik (1910)
- Növénytanulmány (1910)
- Kislány ágyban (1911)
- Szent Ágnes mozaik (1913)
- Nagymama (1914)
- Szendergés (1915)
- Népviseletben (Magyar táncos) (1920)
- Nő art deco kalapban (1920)
- Taorminai kert (1930)
- Visegrád (1930)
- Napsütéses ház (1930)
- Női akt (1935)
- Dunapart (Dunakanyar) (1958)
- Kompozíció (1960-1961)
- Fel a fejjel! (Latabár Kálmán) (1960)
- Dunakanyar (1960)
- Dunaparti kövek (Arcok) (1960)
- Házak a Dunakanyarban (1962)
- Brassói kert (1963)
- Szalmakalapos önarckép